# Palácio do Planalto
Palácio do Planalto (pol. Pałac Planalto) – oficjalna siedziba prezydenta Republiki Brazylii. Budynek o powierzchni 36 000 m² znajduje się przy Praça dos Três Poderes (Plac Trzech Władz) w stolicy kraju, Brasílii. Zaprojektowany został, podobnie jak większość założenia urbanistycznego Brasilii, przez światowej sławy architekta Oscara Niemeyera i ukończony w 1960. 
Budynek w stylu modernistycznym z płaskim dachem. Czterokondygnacyjny z efektowną kładką nad stawem, kamienną mównicą i z wielkim tarasem widokowym dookoła budynku. Brak ścian elewacyjnych ze względów praktycznych i estetycznych. Zastosowano szklane ściany kurtynowe. Prostopadłościenna bryła jest rozbudowana o zewnętrzny szkielet i umieszczona na smukłych kolumnach (fr. pilotis). Fasada została wykonana z białego marmuru i granitu. Budynek powstał ze stalowego szkieletu i żelazobetonu. Został wyposażony w podziemny garaż. Futurystyczny styl budowli miał oddawać nowoczesność ówczesnej Brazylii.
Zwiedzanie pałacu możliwe jest tylko w niedziele pomiędzy 9:30 a 13:00 i trwa 20 minut. 

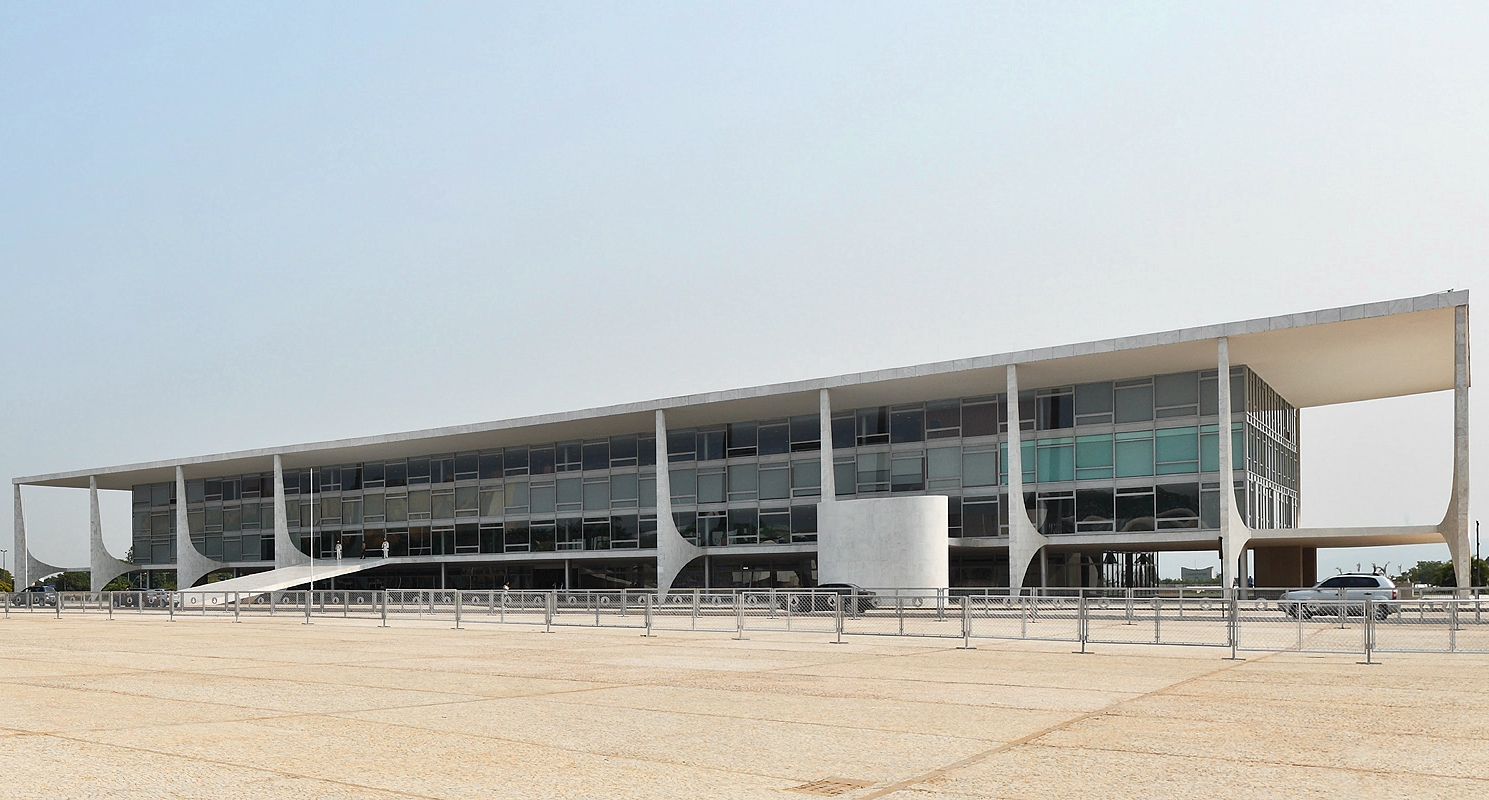
Palácio do Planalto, wejście